# Неврокопски общински вестник
„Неврокопски общински вестник“ е български вестник на Неврокопската градска община.
Започва да се издава на 20 март 1939 година. Вестникът отразява дейността на Неврокопската община. Разпространява се безплатно в тираж от 2000 броя.